# Llista de peixos de Wisconsin

Localització de Wisconsin als Estats Units

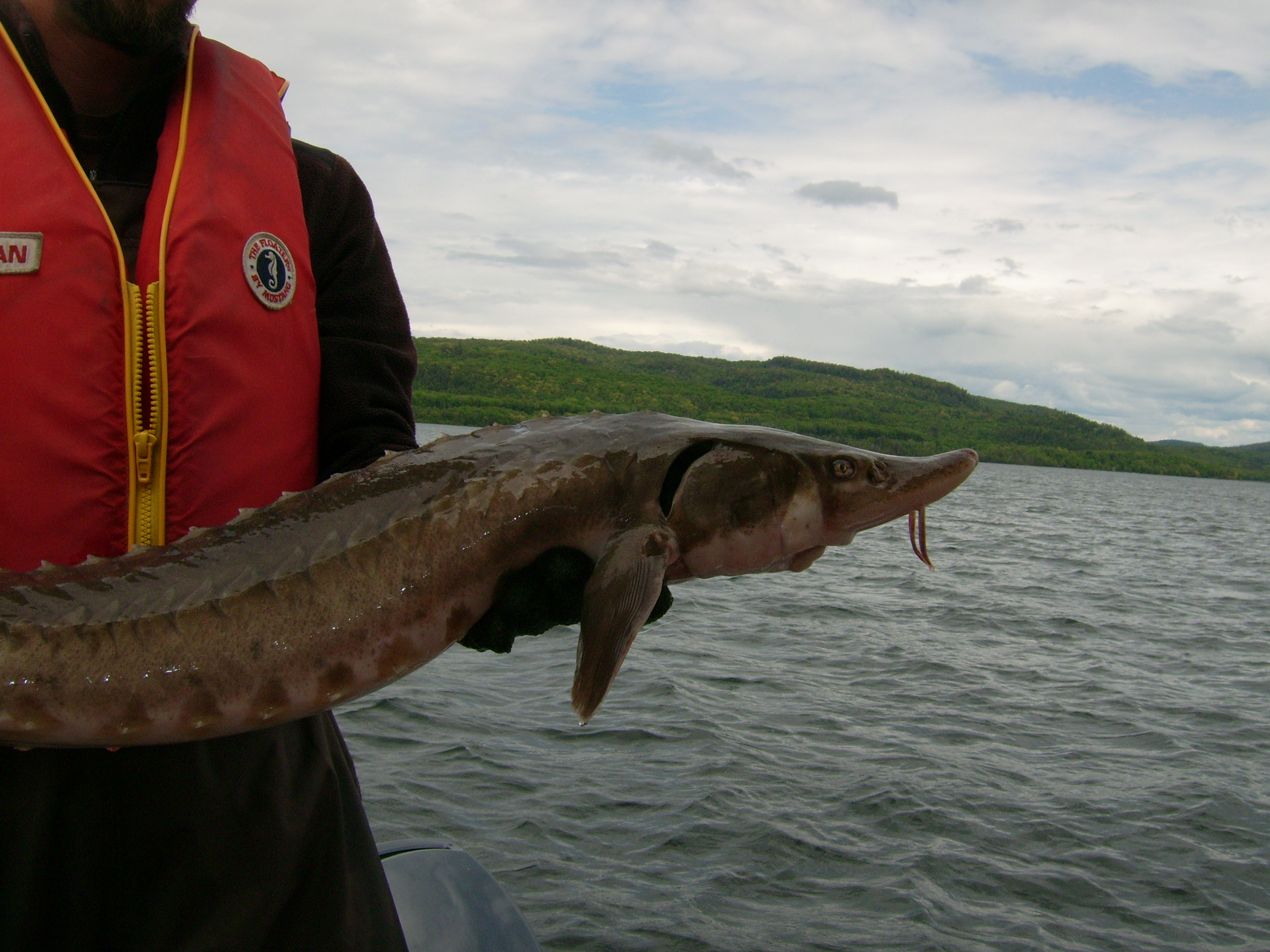
Esturió groc (Acipenser fulvescens) capturat al llac Superior

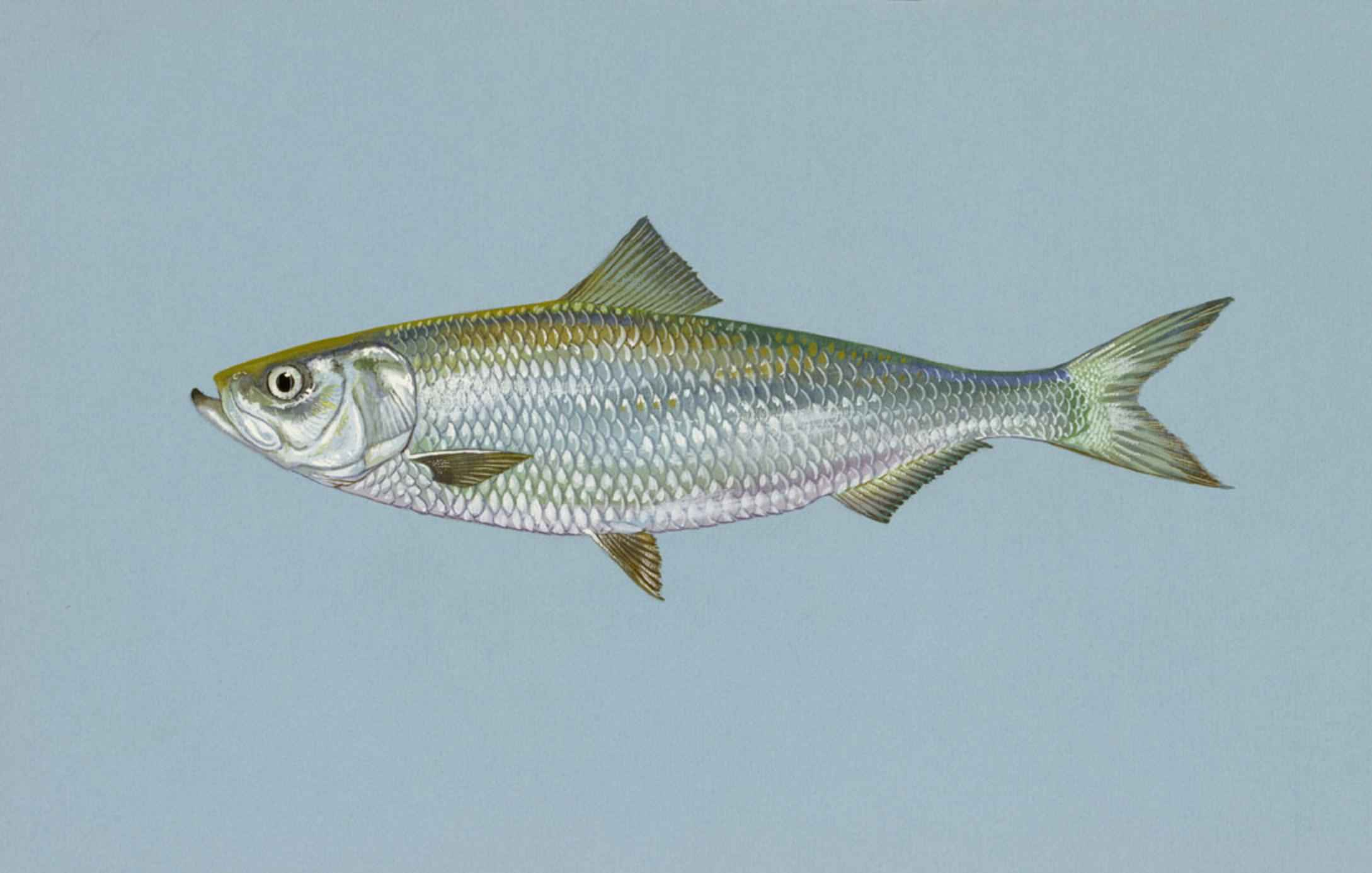
Alosa chrysochloris

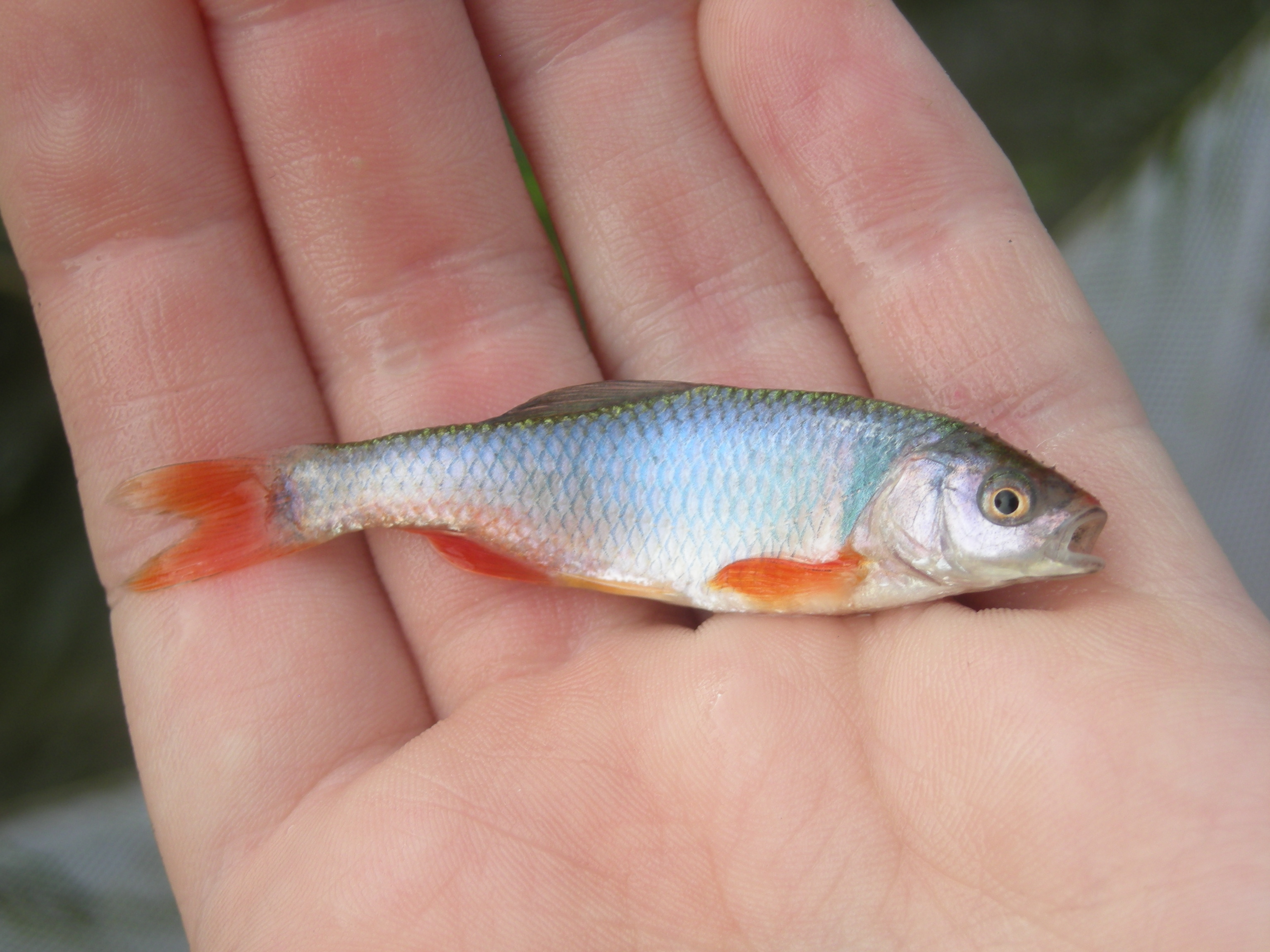
Cyprinella lutrensis

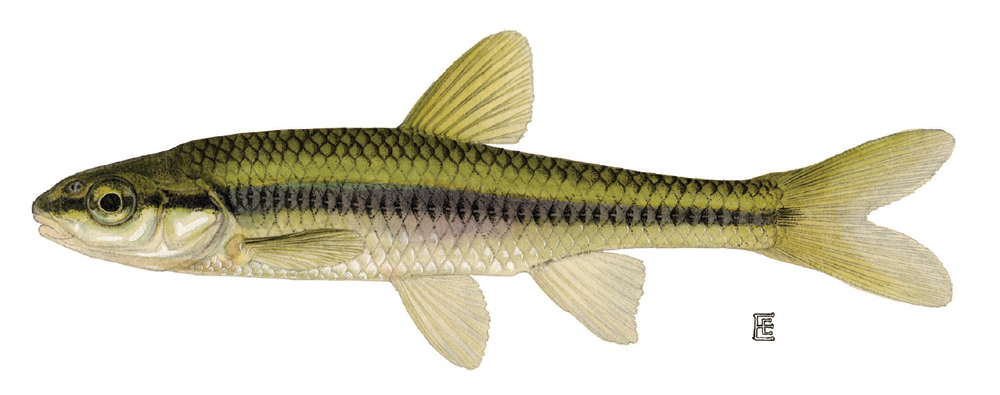
Notropis heterolepis

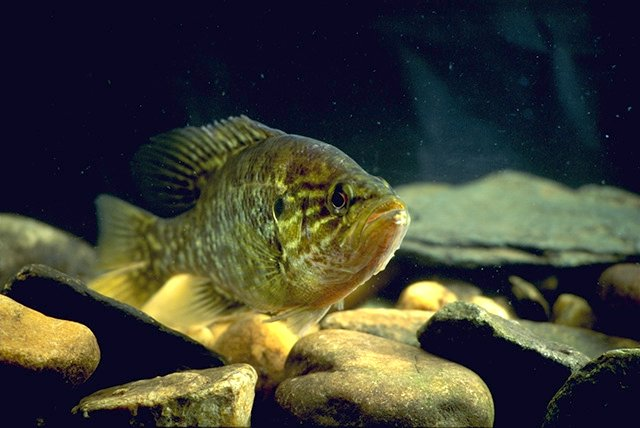
Lepomis gulosus

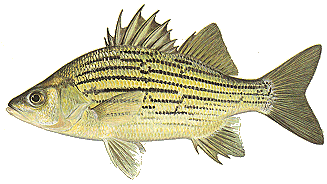
Morone mississippiensis

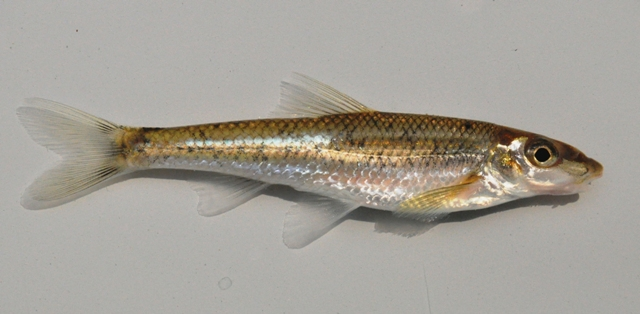
Erimystax x-punctatus

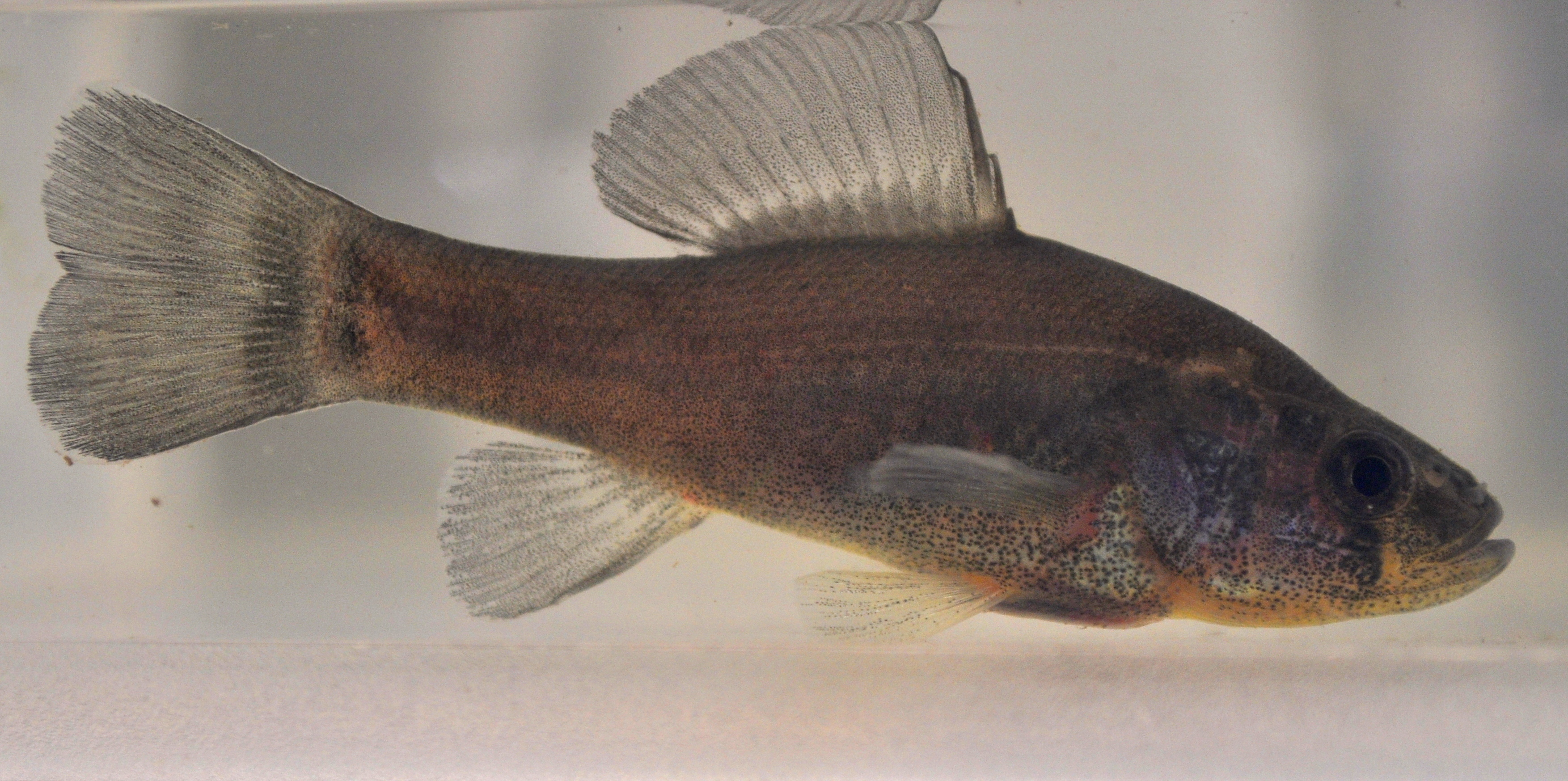
Aphredoderus sayanus

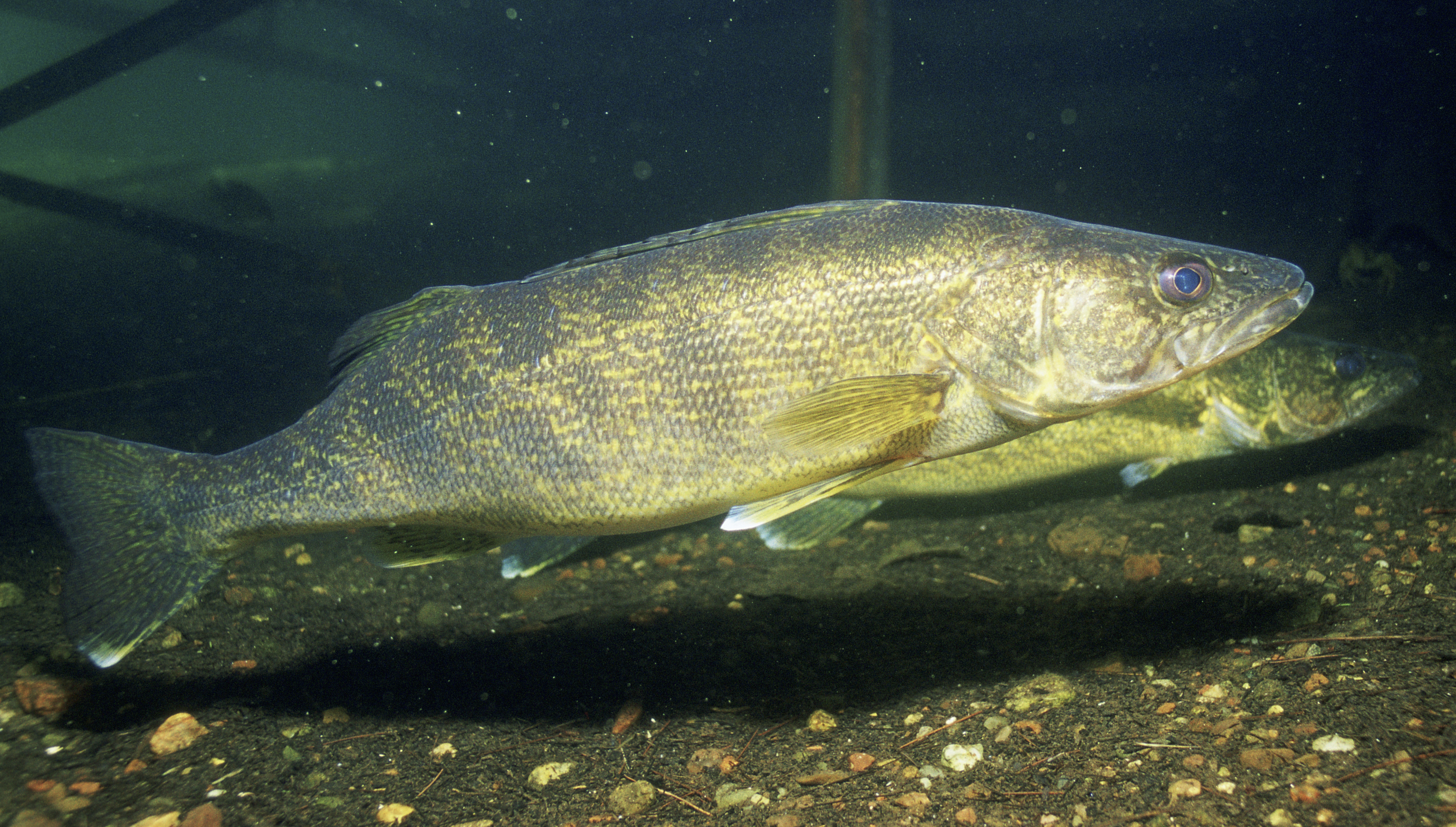
Sander vitreus

Aquesta llista de peixos de Wisconsin inclou 39 espècies de peixos que es poden trobar actualment a Wisconsin (Estats Units) ordenades per l'ordre alfabètic de llurs noms científics.

## A
- Acipenser fulvescens[1][2][3]
- Alosa chrysochloris
- Ambloplites rupestris[4][5]
- Ammocrypta clara
- Aphredoderus sayanus

## C
- Campostoma oligolepis[6]
- Catostomus commersonnii[7]
- Chrosomus eos
- Chrosomus neogaeus
- Clinostomus elongatus
- Cottus cognatus
- Cyprinella lutrensis

## E
- Erimystax x-punctatus
- Erimyzon claviformis
- Erimyzon oblongus
- Erimyzon sucetta
- Esox americanus vermiculatus[8]
- Esox masquinongy[9]
- Etheostoma asprigene

## F
- Fundulus dispar
- Fundulus notatus

## H
- Hybognathus nuchalis
- Hybopsis amnis

## I
- Ichthyomyzon castaneus
- Ichthyomyzon gagei

## L
- Lepisosteus platostomus
- Lepomis gulosus
- Leucichthys artedi[10][11][12]
- Luxilus chrysocephalus

## M
- Margariscus margarita
- Morone mississippiensis[13]

## N
- Notropis blennius
- Notropis buchanani
- Notropis heterolepis
- Notropis nubilus
- Notropis texanus
- Noturus exilis

## P
- Percina phoxocephala

## S
- Sander vitreus[14][15][16][17]